# フランシスコ・ティナグリーニ
フアン・フランシスコ・ティナグリーニ・オラリアガ（Juan Francisco Tinaglini Olariaga 、1998年11月9日 - ）は、ウルグアイ・サン・ラモン出身のプロサッカー選手。ウルグアイ・プリメーラ・ディビシオン・モンテビデオ・シティ・トルケ所属。ポジションは、ゴールキーパー。